# Нена (суперконтинент)

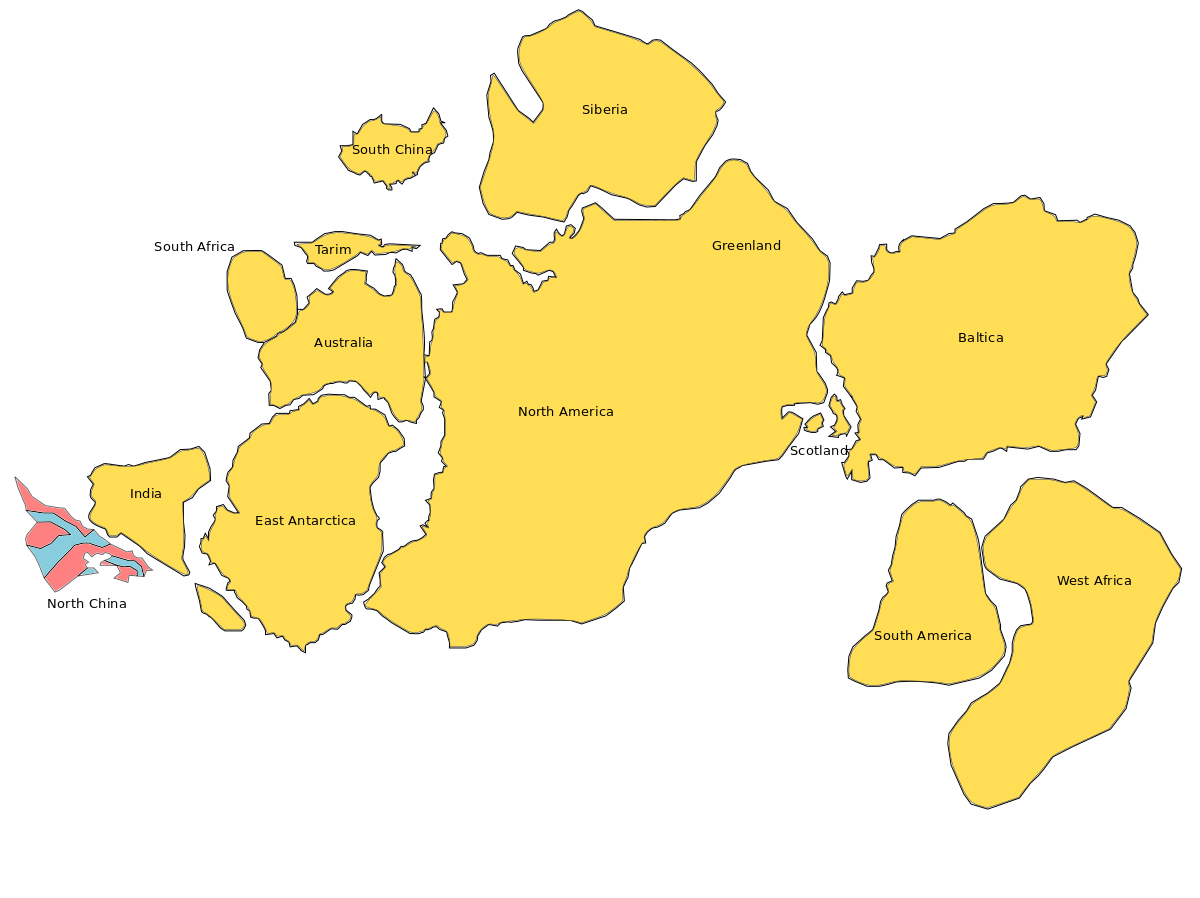
Схема расположения континентов

Нена — древний относительно небольшой суперконтинент, который состоял из кратонов Арктики, Балтики и Восточной Антарктиды. Суперконтинент Нена существовал около 1,8 млрд лет назад, континент был частью глобального суперконтинента Колумбия. Нена — это акроним, который является производным от Северной Европы и Северной Америки (Northern Europe and North America — NENA), однако также встречается наименование «Нуна».
Хотя Нена и Нуна имеют много общих черт, Нена занимала большую площадь суши, чем Нуна. Эта расширенная суша включала территории Ангары, Антарктиды, Балтики, Лаврентии и Сибири. Тем не менее, Нена, или Нуна, может рассматриваться как ядро Колумбии - ещё одной концепции суперконтинента.

## Концепции формирования
В первоначальной концепции Нена сформировалась около 1900 миллионов лет назад в Пенокеанском, Макковиканском, Кетилидском и Свекофеннианском орогенах. Однако, поскольку Нена исключает несколько известных архейских кратонов, включая кратоны в Индии и Австралии, она, строго говоря, не является суперконтинентом.
Первая концепция суперконтинента Нена возникла в результате слияния южных регионов прото-Лаврентии и западных регионов прото-Балтики в течение протерозойского эона. Эта концепция в конечном итоге была развита до современной концепции суперконтинента Нена, которая включает в себя добавление территорий Ангары, Антарктиды и Сибири.
Во время слияния микроконтинентов, которые образовали прото-Нену, произошло несколько значительных геологических процессов, включая орогенез и континентальную магматическую аккрецию. Побочные продукты этих процессов можно найти во многих регионах, таких как юго-запад Онтарио, северо-запад Британских островов и Гренландия. Эти побочные продукты включают супергруппу Маркетт Рейндж и группы Моран Лейк, а также нижний Айлик к северо-западу от орогена Макковик. Эти геологические находки послужили основой для концепции суперконтинента Нена.
Нена как континент ассоциируется с кратером Садбери - возможно, удар кометы произошёл именно тогда, когда существовала Нена.